# 灘駅

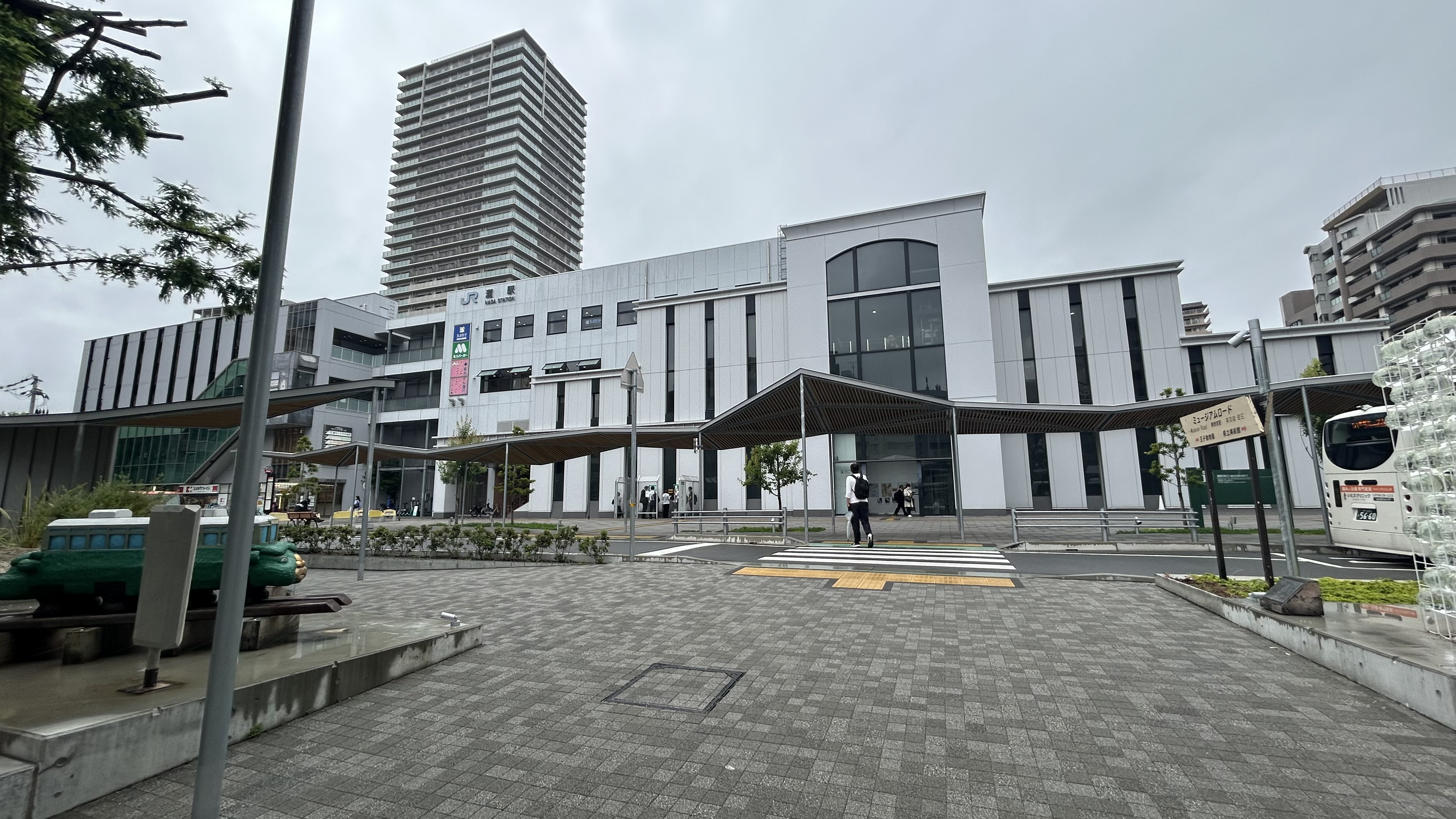
南口

灘駅（なだえき）は、兵庫県神戸市灘区岩屋北町七丁目にある、西日本旅客鉄道（JR西日本）東海道本線の駅である。駅番号はJR-A60。「JR神戸線」の愛称区間に含まれている。

## 歴史
- 1917年（大正6年）12月1日：国有鉄道東海道本線の灘駅（初代） - 三ノ宮駅間に新設開業（旅客営業のみ）[1][2]。同時にその初代「灘駅」は東灘駅に改称[2]。
- 1987年（昭和62年）4月1日：国鉄分割民営化によりJR西日本の駅となる[2]。
- 1988年（昭和63年）3月13日：路線愛称の制定により、「JR神戸線」の愛称を使用開始。
- 1995年（平成7年）
  - 1月17日：阪神・淡路大震災により、営業休止。
  - 2月20日：当駅 - 神戸駅間が営業再開。
  - 4月1日：住吉駅 - 当駅間が営業再開。これにより、JR神戸線は全線で営業再開。
- 1997年（平成9年）
  - 3月8日：JR神戸線標準接近メロディ「さざなみ」導入[3]。
  - 11月29日：自動改札機を設置し、供用開始[4]。
- 2002年（平成14年）7月29日：JR京都・神戸線運行管理システム導入[5]。
- 2003年（平成15年）11月1日：ICカード「ICOCA」の利用が可能となる。
- 2006年（平成18年）11月：駅舎建て替え工事着工。
- 2009年（平成21年）9月23日：橋上駅舎およびエレベーター、エスカレーター、多目的トイレが供用開始[6]。
- 2012年（平成24年）3月19日：折り返し設備が供用開始。
- 2015年（平成27年）3月12日：入線警告音の見直しに伴い、接近メロディをJR神戸線標準接近メロディ「さざなみ」の音質見直し版に再び変更する[7]。
- 2018年（平成30年）3月17日：駅ナンバリングが導入され、使用を開始する[8]。
- 2022年（令和4年）
  - 9月30日：みどりの窓口の営業を終了[9]。
  - 10月1日：みどりの券売機プラス稼働開始[9][要出典]。

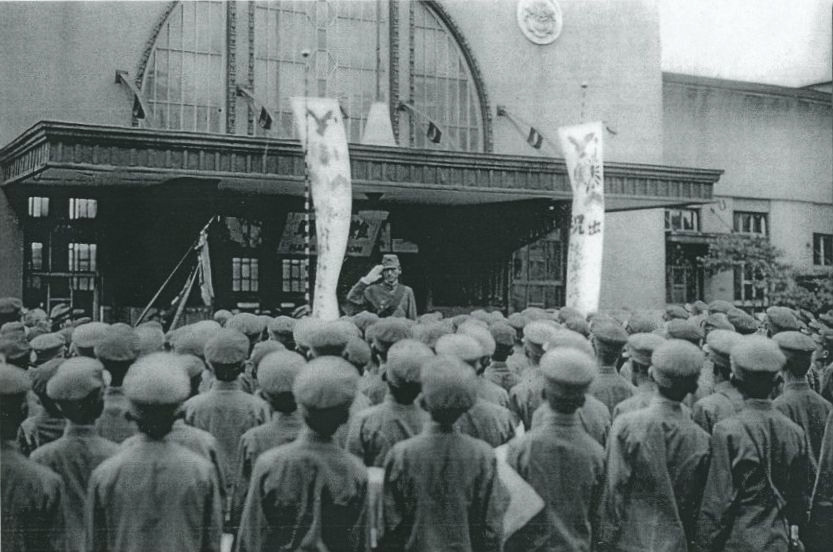
旧駅舎（1942年）
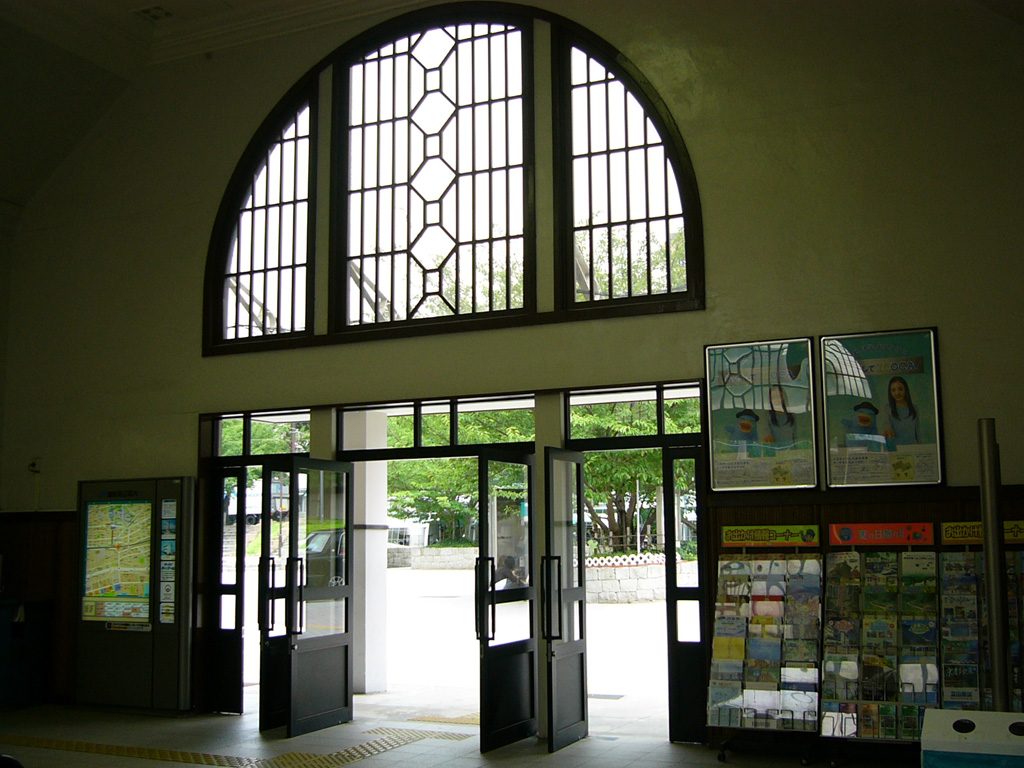
旧駅舎北口の印象的なデザイン。新駅舎のモチーフに取り入れられている。
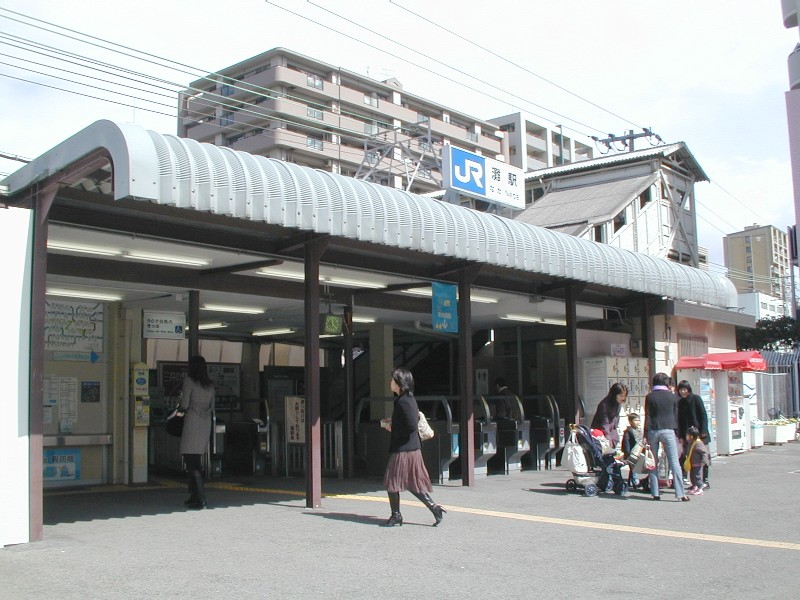
旧駅舎南口

## 駅構造
島式ホーム2面4線（乗降は2面2線のみ）を持つ地上駅である。有効長は8両編成分。かつて地上駅舎であったが、2009年9月に橋上駅舎化された。改札は1か所となっている。
アーバンネットワークエリアに属しており、ICOCAおよび提携ICカードが利用可能な駅である。直営駅（三ノ宮駅の被管理駅で停車場に分類される）。
列車の運行障害時に折り返し運転が行えるように、駅構内に列車折り返し設備が新設されることが発表され、当駅三ノ宮方に内側上り線から下り線、下り線から上り線への渡り線2本が新設され、2012年3月より運用が開始された。ただし、定期運用は毎日早朝の回送列車1本のみである。それまでは分岐器や絶対信号機を持たない停留所であったが、下り2 - 4番線は出発信号機に、また上り当駅手前は場内信号機に置き換えられ連動駅となった。ただし、上り1・2番線は従来通り出発信号機ではなく隣の摩耶駅構内の場内信号機である。

### のりば
| のりば | 路線       | 方向 | 線路   | 行先                       |
| ------ | ---------- | ---- | ------ | -------------------------- |
| 1      | A JR神戸線 | 上り | 外側線 | （通過列車のみのため閉鎖） |
| 2      | JR神戸線   | 上り | 内側線 | 尼崎・大阪・北新地方面     |
| 3      | JR神戸線   | 下り | 内側線 | 三ノ宮・明石・姫路方面     |
| 4      | A JR神戸線 | 下り | 外側線 | （通過列車のみのため閉鎖） |

- 上表の路線名は旅客案内上の名称（愛称）で表記している。

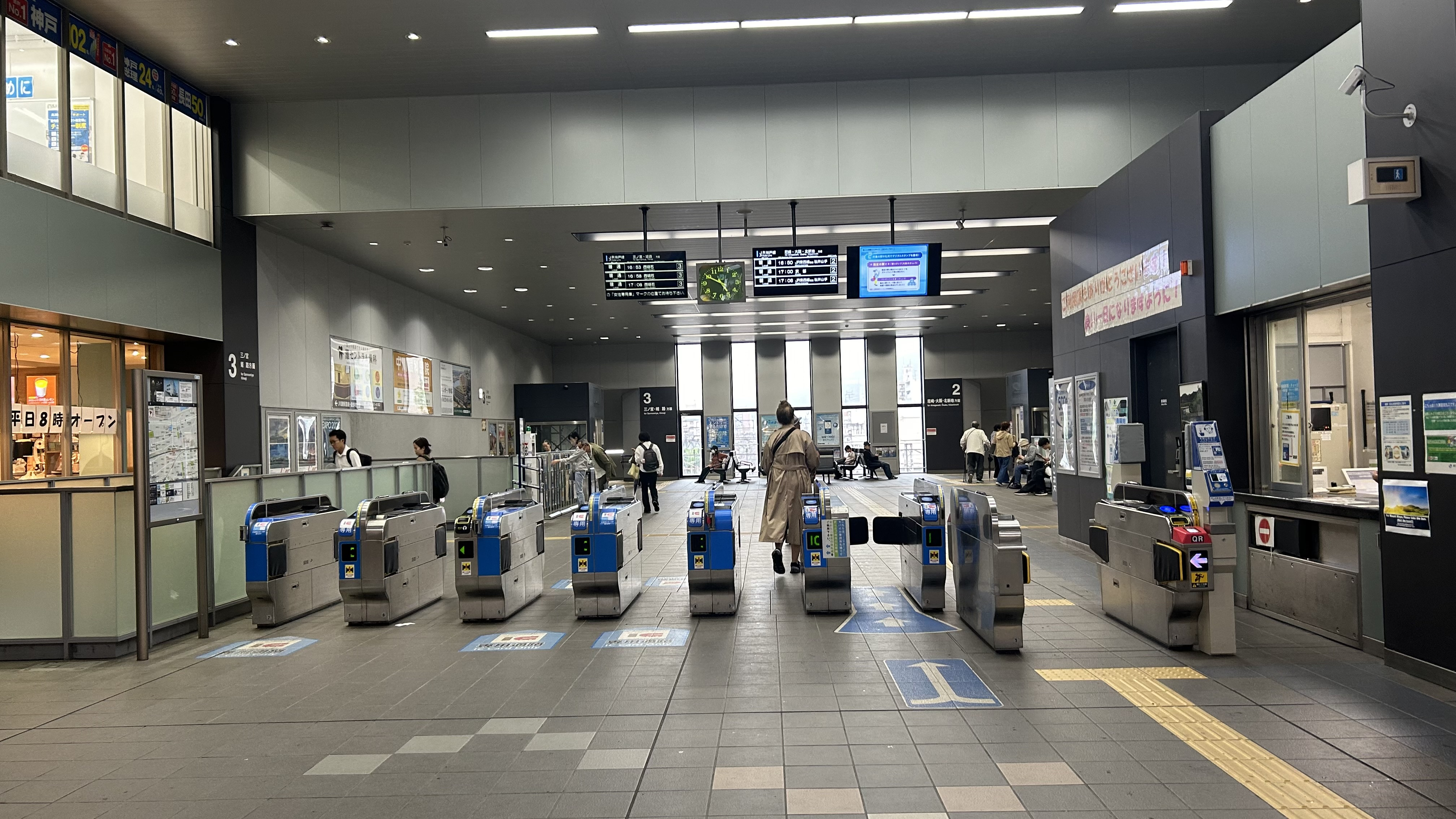
改札口
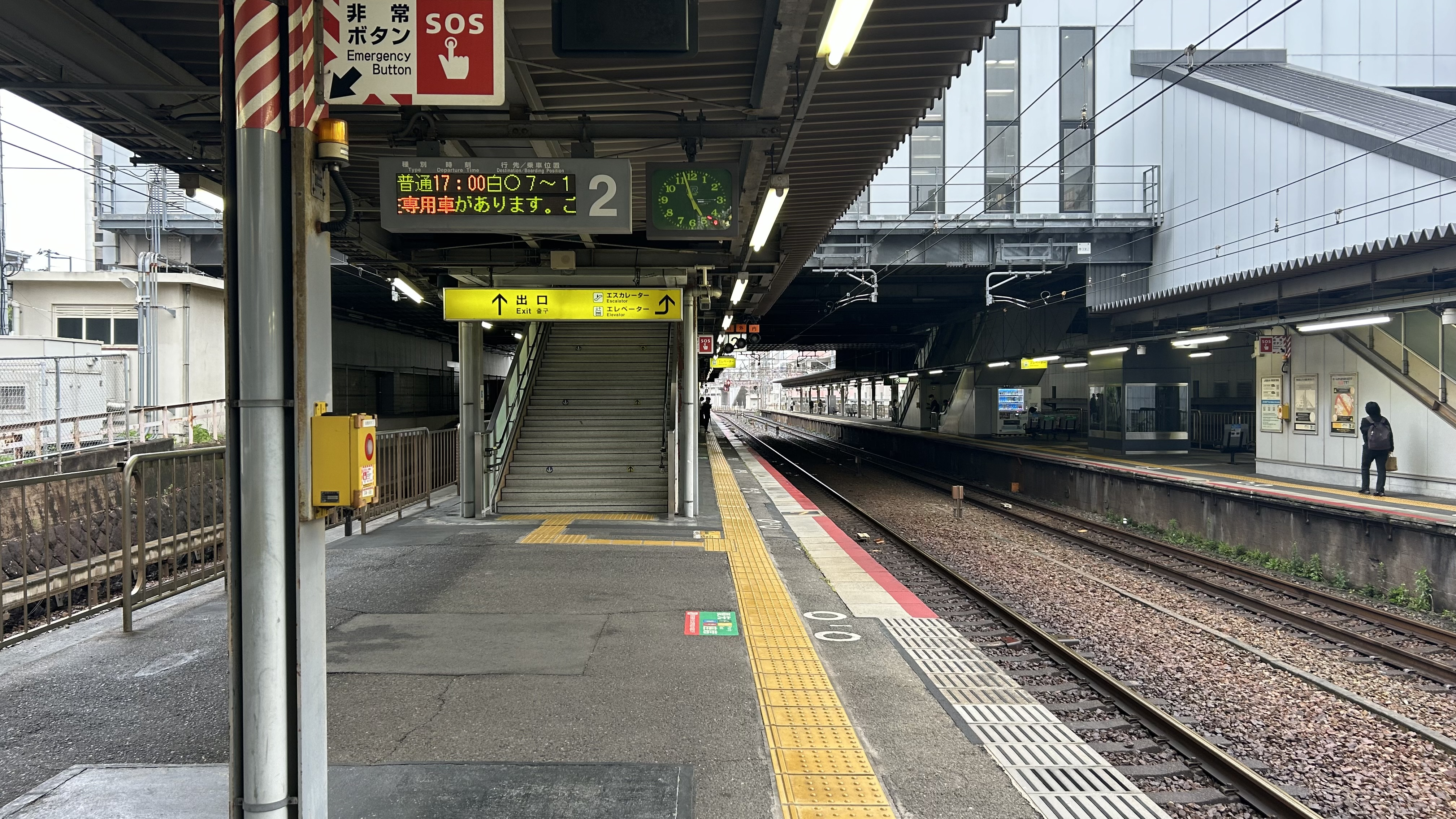
2番乗り場
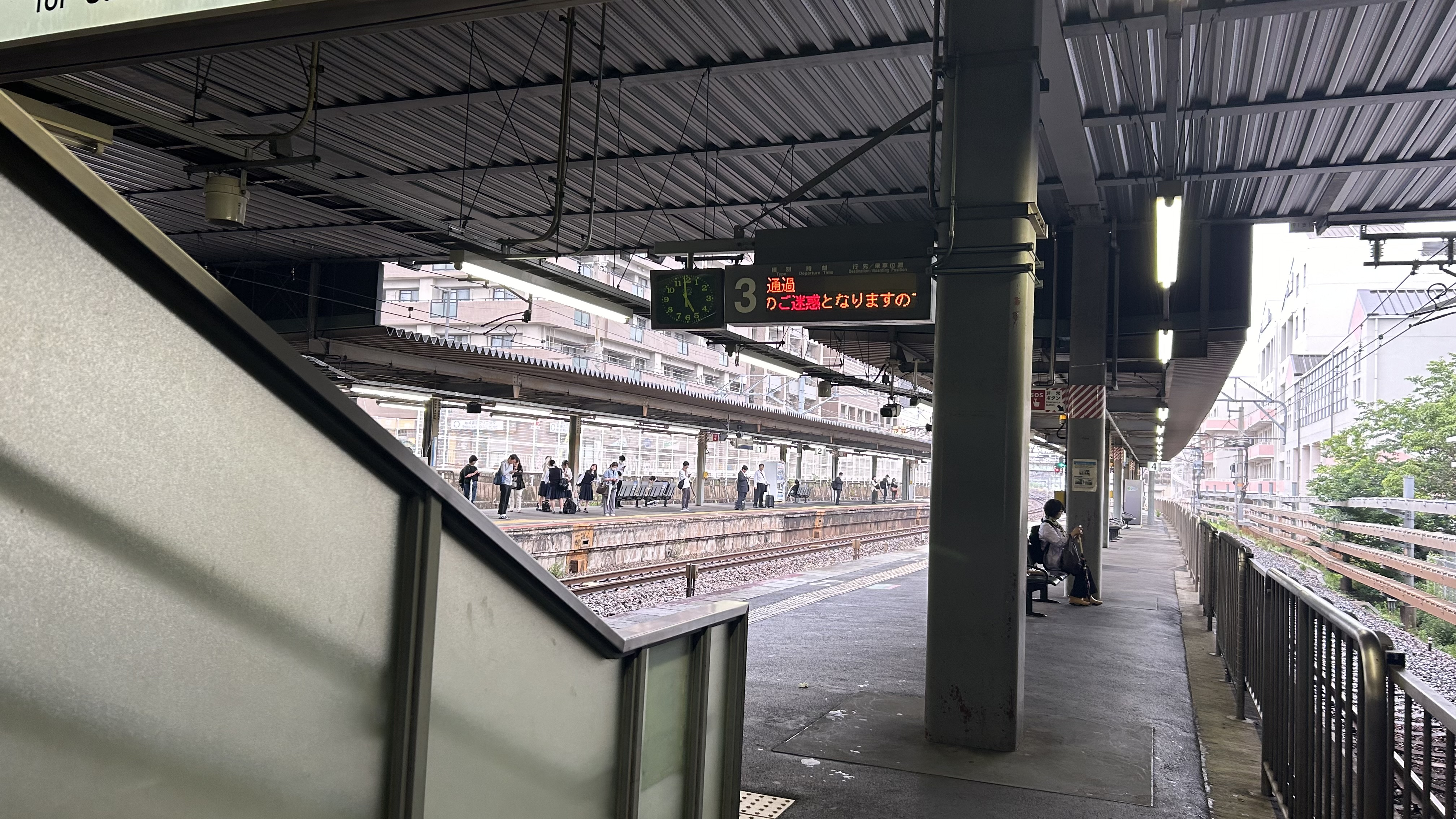
3番乗り場
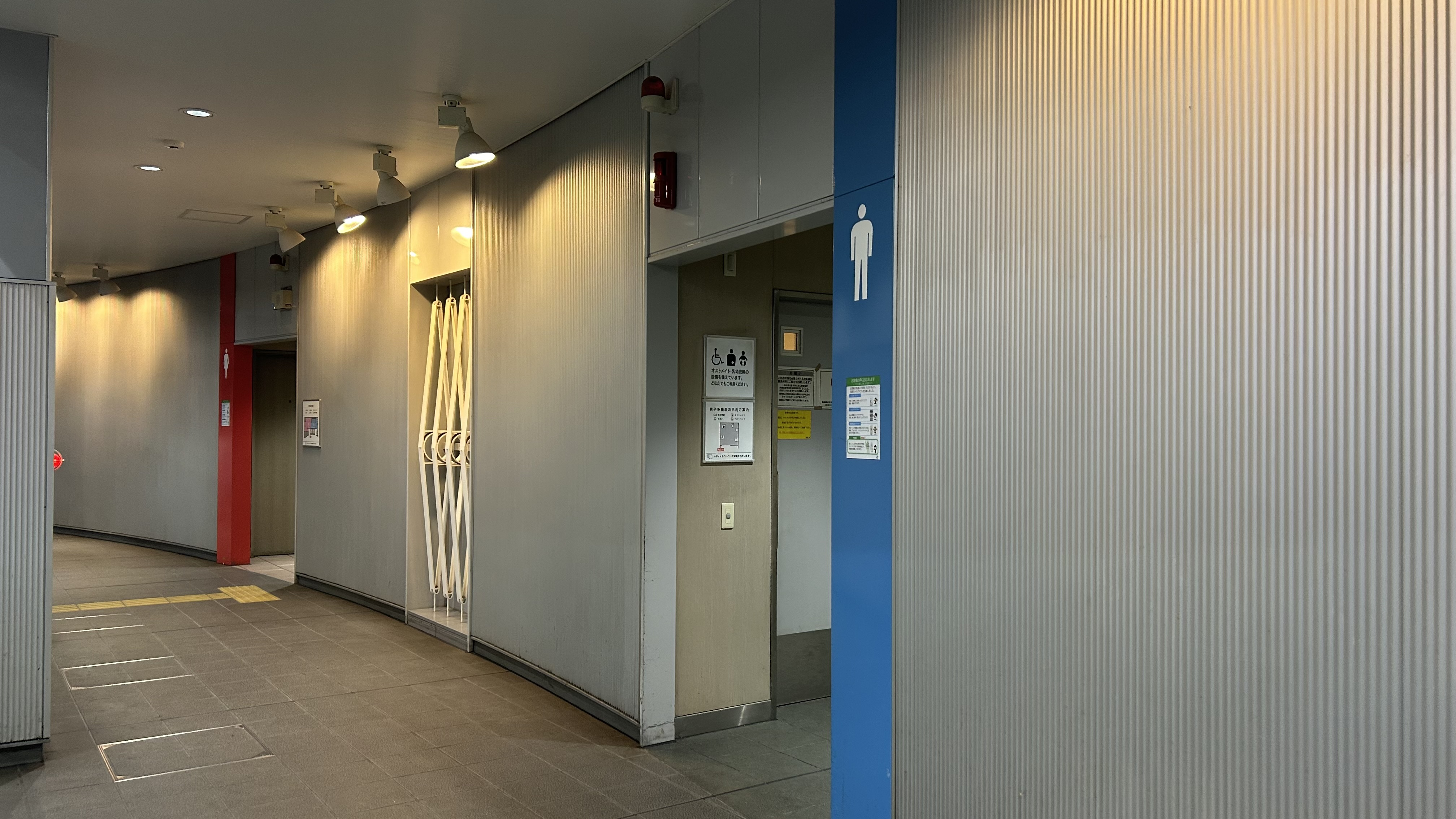
トイレ
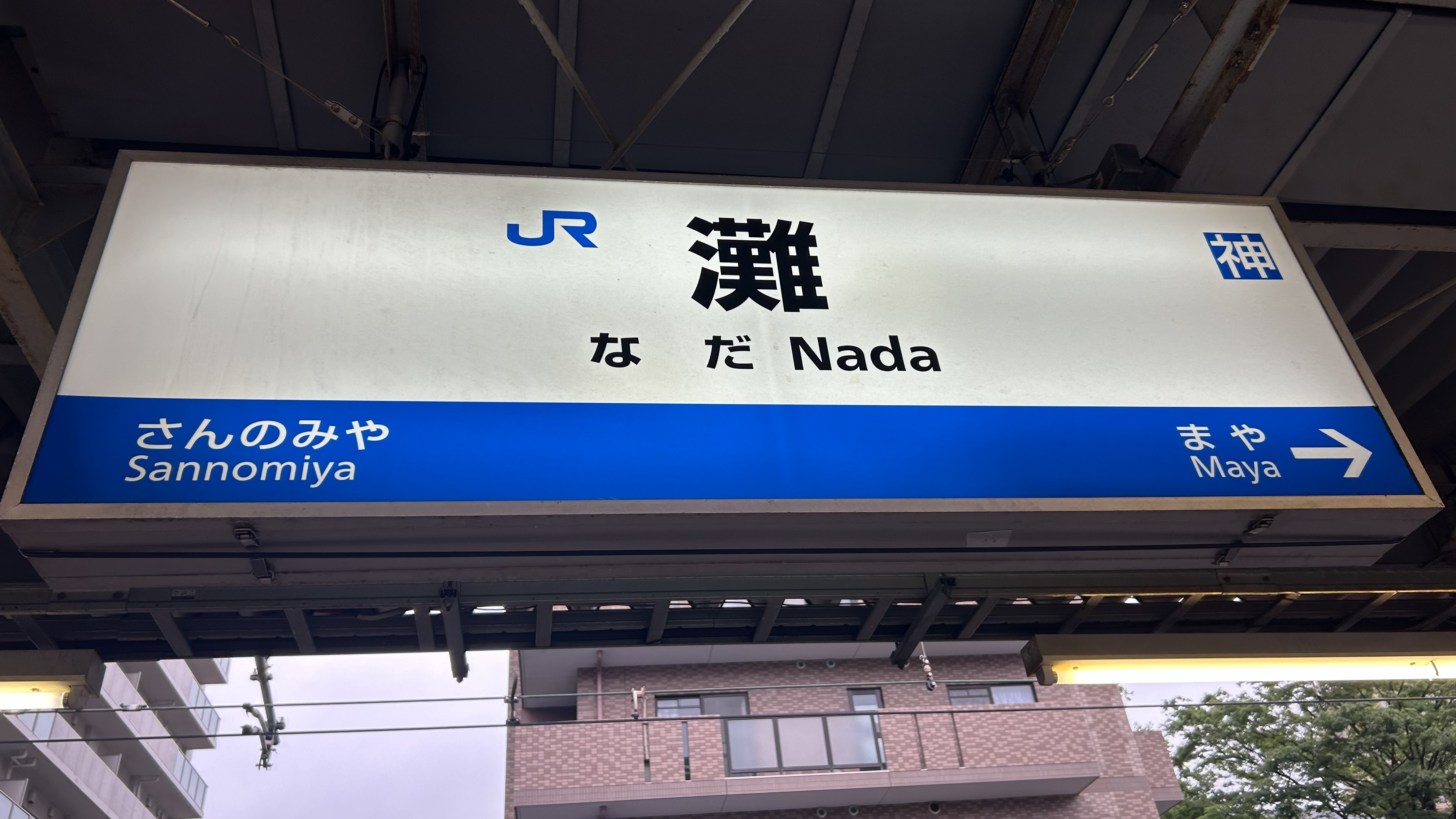
駅名標

### 橋上駅舎化工事
旧駅舎は大変古かったため、エレベーターや多目的トイレなどのバリアフリー設備が設置されていなかった。しかし、近年HAT神戸など地域人口が増加している事もあり、住民の署名活動を経て、駅舎の改築工事が行われる事になった。
工事に際し、地域住民からは、第二次世界大戦・阪神・淡路大震災を乗り越えた旧駅舎は「貴重で歴史的価値があるため保存すべき」との声が挙がっていたが、駅施設を充実させるためには大掛かりな改築工事が必要と判断され、工事開始と共にすべて取り壊され、仮駅舎で営業が行われた。なお、新駅舎の北壁面デザインは旧駅舎のモチーフが取り入れられ、正面部分の外観のスケールもほぼ踏襲されているなど、当時の面影を残している。また、内部は天井が高く開放的なものとなっている。
新駅舎は橋上駅舎化により改札は1ヶ所に集約され、24時間南北往来可能な自由通路が併設された。改札外には南北1ヶ所ずつエレベーターを設置、改札内には各ホームを結ぶエレベーターとエスカレーター・多目的トイレが新設され、バリアフリー対応となっている。自動改札機と自動精算機は新型のもの（JR西日本アーバンネットワーク内の2008年以降の新規開業駅と岡山・広島エリアに設置されているもの）に置き換えられたが、液晶画面型の発車標とみどりの券売機は旧駅舎の南改札にあったものが、券売機は南北の改札のものがそれぞれ流用された。
工事は二期に分けて行われた。第一期工事は2009年秋に完了し、改札を含む新駅舎の使用開始と同時に仮駅舎と跨線橋の使用が終了された。自由通路は2009年9月22日正午から、改札内施設は9月23日始発から、一部の飲食店舗は10月26日から使用が開始された。第二期工事は、仮駅舎と跨線橋の撤去およびホーム屋根などの改良、物販店舗や自由通路の一部（東側の階段・エスカレーター）などで、コンビニエンスストア、飲食店舗、クリーニング店、銀行ATMなどが2010年12月20日に、自由通路東側の階段、エスカレーターが2011年3月26日に使用を開始した。南側の西にJR灘駅ビルが完成し、1階にドラッグストアの他、2階から4階は医院などが入る。また今まで南側になかったエスカレーターが設置された。

## 利用状況
2022年（令和4年）度の1日平均乗車人員は15,452人である。
摩耶駅完成の前年はJR西日本の駅で第39位であったが、開業に伴い一定数転移したものと見られる。
近年の1日平均乗車人員は下表の通りである。
| 年度               | 1日平均乗車人員 | 1日平均乗車人員 |
| 年度               | 総数            | 定期            |
| ------------------ | --------------- | --------------- |
| 1995年（平成07年） | 21,685          | 15,519          |
| 1996年（平成08年） | 20,599          | 15,072          |
| 1997年（平成09年） | 19,980          | 14,716          |
| 1998年（平成10年） | 19,854          | 14,163          |
| 1999年（平成11年） | 19,246          | 13,443          |
| 2000年（平成12年） | 19,249          | 13,189          |
| 2001年（平成13年） | 18,939          | 12,821          |
| 2002年（平成14年） | 19,145          | 12,760          |
| 2003年（平成15年） | 19,646          | 12,954          |
| 2004年（平成16年） | 20,851          | 13,867          |
| 2005年（平成17年） | 21,447          | 13,832          |
| 2006年（平成18年） | 21,789          | 14,180          |
| 2007年（平成19年） | 22,329          | 14,507          |
| 2008年（平成20年） | 22,047          | 14,452          |
| 2009年（平成21年） | 22,084          | 14,242          |
| 2010年（平成22年） | 22,056          | 14,246          |
| 2011年（平成23年） | 22,279          | 14,249          |
| 2012年（平成24年） | 22,619          | 14,314          |
| 2013年（平成25年） | 23,635          | 15,125          |
| 2014年（平成26年） | 23,855          | 15,328          |
| 2015年（平成27年） | 24,217          | 15,458          |
| 2016年（平成28年） | 22,417          | 14,321          |
| 2017年（平成29年） | 22,107          | 13,867          |
| 2018年（平成30年） | 21,425          | 13,561          |
| 2019年（令和元年） | 20,677          | 13,277          |
| 2020年（令和02年） | 16,175          | 11,361          |
| 2021年（令和03年） | 15,703          | 10,939          |
| 2022年（令和04年） | 15,452          | 10,915          |

## 駅周辺
南側の阪神本線岩屋駅からは直線距離で約200m、北側の阪急神戸線王子公園駅からは約600mある。
- タクシー乗り場（駅北口・駅南口）
- 神戸市立王子動物園
- 神戸文学館
- 神戸市立王子スポーツセンター（王子スタジアムを含む。）
- BBプラザ
  - BBプラザ美術館
- HAT神戸
  - 兵庫県立美術館
  - 人と防災未来センター
  - WHO健康開発総合研究センター
  - 神戸製鋼所本社
  - グルメシティ（ダイエー）
  - 神戸市立灘さくら支援学校
  - 神戸市立灘の浜小学校
  - 神戸市立渚中学校
- 神戸市立青陽灘高等支援学校（ここには以前保線基地があった）
- 神戸市立葺合高等学校
- 神戸市立科学技術高等学校
- 神戸市立神戸工科高等学校
- 神鋼記念病院
- 南口と阪神岩屋駅との間に旧JR貨物支線（神戸臨港線）の跡がある。一部はそのまま遊歩道として整備されている。

## バス路線
JR灘バス停（駅南側）
- 神戸市営バス
  - 100系統：HAT灘の浜方面 / JR六甲道方面
- みなと観光バス
  - まやビューライン坂バス：水道筋・摩耶ケーブル下方面

阪神岩屋バス停（駅南側）
- 南北方向（阪神岩屋）100系統 
  - 南行：HAT灘の浜方面
  - 北行：JR六甲道方面
- 東西方向（阪神岩屋駅前）まやビューライン坂バス
  - 水道筋・摩耶ケーブル下方面

JR灘北口バス停（駅北側）・城内通公園バス停（駅北東）
- 102系統：摩耶ケーブル下方面 / JR六甲道方面

市バス 灘北通バス停・みなと観光 城内通4・城内通3バス停（駅北東）
- 100系統 
  - 南行：HAT灘の浜方面
  - 北行：JR六甲道方面
- まやビューライン坂バス
  - 南行（城内通3）・北行（城内通4）：水道筋・摩耶ケーブル下方面

## 隣の駅
西日本旅客鉄道（JR西日本）
 JR神戸線（東海道本線）
■新快速・■快速
通過
■普通（JR東西線・学研都市線内で区間快速となる列車を含む）
摩耶駅 (JR-A59) - 灘駅 (JR-A60) - 三ノ宮駅 (JR-A61)